# 战略核武器
战略核武器是指用於軍事战略计划中的核武器，它被设计用于攻擊远离战场的有人定居的目标，例如军事基地、军事指挥中心、國防工業基地、交通运输要道、经济中心和能源基础设施以及人口稠密的地区，如城市和城镇。与战术核武器不同的是，后者往往在战斗中近距離直接使用。